# Shūgō Kawahara
Shūgō Kawahara (japanisch 川原 周剛 Kawahara Shūgō; * 14. Februar 1980 in der Präfektur Okayama) ist ein ehemaliger japanischer Fußballspieler.

## Karriere
Kawahara erlernte das Fußballspielen in der Universitätsmannschaft der Fukuoka-Universität. Seinen ersten Vertrag unterschrieb er 2002 bei Mitsubishi Mizushima FC. 2006 wechselte er zu Fagiano Okayama. Am Ende der Saison 2008 stieg der Verein in die J2 League auf. Ende 2010 beendete er seine Karriere als Fußballspieler.